# كلاوس كوبش
كلاوس كوبش (بالألمانية: Klaus Kobusch) مواليد 15 مارس 1941 في شمال الراين-وستفاليا، هو دراج ألماني سابق. سبق أن شارك في دورة الألعاب الأولمبية الصيفية وفاز بميدالية أولمبية.

## الميداليات
| الميدالية | المسابقة                       |
| --------- | ------------------------------ |
| برونزية   | الألعاب الأولمبية الصيفية 1964 |

## روابط خارجية
- كلاوس كوبش على موقع أرشيف الدراجات (الإنجليزية)
- كلاوس كوبش على موقع CycleBase (الإنجليزية)
- كلاوس كوبش على موقع اللجنة الأولمبية الدولية (الإنجليزية)
- كلاوس كوبش على موقع أوليمبيديا (الإنجليزية)